# 자구행위
자구행위(自救行爲, 독일어: selbsthilfe, 영어: self-help)란 법정절차에 의하여 자기의 청구권을 보장하기 불능한 경우에 그 청구권의 실행불능 또는 현저한 실행곤란을 피하기 위한 행위로서 상당한 이유 있는 사후적 긴급행위이다.

## 조문
형법 제23조(자구행위) (1) 법정절차에 의하여 청구권을 보전하기 불능한 경우에 그 청구권의 실행불능 또는 현저한 실행곤란을 피하기 위한 행위는 상당한 이유가 있는 때에는 벌하지 아니한다. (2) 전항의 행위가 그 정도를 초과한 때에는 정황에 의하여 형을 감경 또는 면제할 수 있다.

## 같이 보기
- 정당방위
- 긴급피난

## 참고 문헌
- 손동권, 『체계적 형법연습』, 율곡출판사, 2005. (ISBN 8985177915)